# مونزون
مونزون یکی از شهرهای کوچک بخش خودمختار آراگون در اسپانیا است. جمعیت این شهر بالغ بر ۱۷٬۰۵۰ نفر است.